# Пирог со стейком
Пирог со стейком (англ. Steak pie) — традиционный британский мясной пирог. Готовится из нарезанного тушеного стейка и говяжьей подливки, заключенных в оболочку из теста. Иногда в начинку включают смесь из овощей. Блюдо часто подают с «chunky chips» (толсто нарезанный картофель, обжаренный в говяжьем жире).
Пирог со стейком также можно приобрести в магазинах, где продают популярное в Британии блюдо рыба и картофель фри, его подают там с картофелем фри; в Шотландии его называют steak pie supper («ужин с пирогом-стейком»). Ужин со стейком обычно сопровождается солью и уксусом; однако в Эдинбурге популярна комбинация спиртового уксуса и коричневого соуса, известная просто как «соус» или «соус чиппи». Точные пропорции каждого ингредиента уникальны для каждого блюда на вынос. Некоторые магазины Fish and Chip, особенно в Шотландии, разогревают предварительно приготовленные замороженные пироги, опуская их во фритюрницу.
В Великобритании мясные пироги являются традиционной горячей едой, которую едят на футбольных матчах перед началом матча или в перерыве. Мясной пирог настолько ассоциируется с футболом в Великобритании, что существует церемония вручения премии British Pie Awards, где вручается награда за лучший футбольный пирог.
Многие шотландцы отмечают Ne’erday («Новый год») ужином с пирогом-стейком.

## Разновидности
В мире существуют различные виды стейк-пай, в том числе в Австралии и Новой Зеландии.
В Ирландии мясо и лук тушат с Guinness Stout, и результат обычно называют Steak and Guinness Pie (или Guinness Pie для краткости). Steak and Ale pie — похожий пирог, популярный в британских пабах, в котором вместо Guinness используется один из элей. Благодаря элю начинка приобретает крепкий, солодовый вкус с тонкими нотками карамели, кофе и ноткой горечи.